# Mare de Déu d'Àrnic
La Mare de Déu d'Àrnic, Mare de Déu d'Àrnec o de l'Àrnec, segons els mapes, és un santuari de l'antic terme d'Orcau, actualment integrat en el terme municipal d'Isona i Conca Dellà.
Està situada a la Costa d'Àrnic, a l'esquerra del barranc de la Costa Gran i a la dreta del barranc dels Corrals, als peus -sud-oest- de la Costa dels Corrals. És al nord-nord-est de Basturs, a cosa d'1,5 km.